# Йоан XXI
Папа Йоан XXI (на латински: Ioannes.PP.XXI) роден Педро Жулиао (на португалски: Pedro Julião) е глава на Католическата църква за осем месеца, 187-ия в Традиционното броене, единствения португалец седял на Папския престол.